# معركة أفنيون
معركة أفنيون أو أفينيون (بالفرنسية: Bataille d'Avignon)‏، هي معركة حدثت في مدينة أفنيون وطرد فيها الفرنجة بقيادة شارل مارتل القوات المسلمة من المدينة في سنة 737.

## النظرة المعاصرة
فتح المسلمون مدينة أفنيون سنة 734 بعدما استسلم مورونتوس دوق بروفنس لصالح يوسف بن عبد الرحمن الفهري الوالي الأموي لمدينة ناربون. وتبعا لما جاء في وقائع فريدغار حث مورونتوس يوسف على القدوم إلى مدينته بعدما تحالف معه ضد مارتل. بينما تؤكد وقائع مواساك أن قوات المسلمين انتقلت مسالمة من سبتمانيا (تحت الحكم العربي آنذاك) نحو بروفنس ودخلت بدون قتال إلى أفنيون. وكرد فعل، أرسل مارتل أخاه الدوق شايلدبراند إلى الجنوب في 736 مرافقا بعدة دوقات وكونتات. حاصر شايلدبراند المدينة وتحكم في ميدان القتال حتى قدوم أخيه الذي هاجم المدينة.
استعملت قوات مارتل سلالم الحبال والمدقات لمهاجمة سور أفنيون الذي هدم كليا بعد المعركة. بعدها عبرت قوات الفرنجة نهر الرون داخل سبتمانيا لمحاصرة ناربون.
كانت المعركة جزءا من حملة 736-737 والتي أبقى فيها شارل مارتل جيوش المسلمين بعيدة المتمركزة في الأندلس بعيدة عن أراضي مملكته وقلص من مساحة ممتلكاتهم وراء البرانس. لكن على عكس حملة 732-733 قدم المسلمون هذه المرة عبر البحر وأجبروا الفرنجة على ملاقاتهم. استعمل في هذه المعارك سلاح الخيالة الثقيل بالإضافة إلى سلاح مشاة الفرنجة المخضرم. رغم أن مارتل امتلك بعض المناجيق لم يستعملها في دخول أفنيون بل اكتفى بهجوم بسيط ووحشي باستعمال المدقات لتدمير البوابات وسلالم لتسلق السور.

## وجهات نقدية معاصرة
يقول أنثوني سونتوسوسو، الخبير في العصور المظلمة والعصور الوسطى، أن معركة أفنيون لها أهمية تاريخية مثل انتصار مارتل في معركة بلاط الشهداء. حطمت الحملات التي دمرت جزءا كبيرا من الجيوش الإسلامية التي حاولت مساعدة ناربون في معركة وادي بير سنة 737 آمال توسع دولة الخلافة الأموية حتى وهي متحدة، أما بعد معركة الزاب التي هزموا فيها لصالح العباسيين فلم تعد هناك نية للتوسع في تلك المنطقة.
حسب رواية بول فوراكر، بالغ بول الشماس و واقع فريدغار في تعظيم انتصاري مارتل الذي كان السبب في نجاح الإمبراطورية الفرنكية و تلقيب الفرنجة بلقب شعب الله.